# Gnulib
Gnulib（グニューリブ）とは、基本的な関数を提供するソースコードライブラリである。現時点では、30以上のパッケージを提供している。本ライブラリの目的は、プログラムの移植を容易にすることと、アプリケーションコードを複数プラットフォーム間で共有できるようにすることにある。これは特に、UNIX上のアプリケーションを、Windowsに移植する場合に効果を発揮する。
古典的なライブラリの場合、バイナリオブジェクトコードでインストールされている。しかし、Gnulibは、異なりソースコードライブラリとして提供される。このためGnulibを取り込むパッケージは、Gnulibを取り込んだ形で出荷する必要がある。このため、gnulib-toolというスクリプトを用いて、パッケージをカスタマイズする必要がある。
また、本パッケージは、autoconfのスクリプトconfigure.acからgl_xxとして、呼び出し設定をすることが可能である。
また、版数という概念がこのソフトウェアには無い。このため、必要に応じて各パッケージのメンテナーはGnulibから最新のコードを取得する必要がある。